# Zhang Jie
Zhang Jie (kinesiska: 张洁), född 1937 i Peking, död 22 januari 2022 i USA, var en kinesisk författare med härkomst från Fushun i Liaoning-provinsen. Hennes genombrottsroman från 1979, Ai，shi bu neng wangji de ('Kärlek， får man inte glömma'), skapade debatt i Kina genom att inte som brukligt var moralisera över utomäktenskaplig kärlek. Hon är den enda kvinna som vunnit Kinas mest prestigeladdade litterära pris, Mao Dunpriset, två gånger (1985 och 2005).

## Böcker översatta till svenska
- Tunga vingar: [en roman från förändringarnas Kina], 1986 (Översatt via tyska, "Schwere Flügel")
- Arken, 1987 (Översatt från kinesiska, "Fangzhou")